# Casper (película)
Casper es una película de 1995 dirigida por Brad Silberling y producida por Colin Wilson, Steven Spielberg, Gerald R. Molen, Jeffrey A. Montgomery, Jeffrey Franklin, Steve Waterman está protagonizada, entre otros, por Christina Ricci,  Bill Pullman y Cathy Moriarty. 
La película está basada en la serie de dibujos animados Casper the Friendly Ghost. Se trata de una interpretación mucho más oscura del fantasma amistoso en comparación con los cómics, dibujos animados y películas de años anteriores, ya que cuenta con una conmovedora historia acerca de la muerte y por qué los fantasmas siguen en este mundo en vez de estar en el más allá, sobre todo proporcionando al personaje una historia trágica que aborda su fallecimiento. 
Un año después se emitió una serie animada como secuela de esta película titulada The Spooktacular New Adventures of Casper. Posteriormente se hicieron otros largometrajes lanzados directo a video sin relación con la película. La película fue estrenada en los cines el 26 de mayo de 1995 por Universal Pictures.

## Argumento
Una heredera vengativa, Carrigan Crittenden (Cathy Moriarty), se pone molesta por la lectura del testamento de su difunto padre, ya que sólo le otorgaron la horripilante Mansión Whipstaff, en Friendship, Maine, en lugar de su fortuna, que fue donada a varias organizaciones benéficas. Sin embargo, cambiará de parecer cuando se entera de que en ella hay un tesoro escondido. Ella y su asistente Dibs (Eric Idle) van a la casa tratando de investigar, descubriendo que está embrujada por un fantasma amistoso llamado Casper (Malachi Pearson) y sus desagradables y bromistas tíos, el trío fantasmal (Látigo, Gordi y Tufo) (Brad Garrett, Joe Nipote y Joe Alaskey), quienes los ahuyentan de la propiedad. Carrigan y Dibs contratan tanto a unos expertos paranormales como a un equipo de demolición para librar a la casa de los fantasmas, fallando una y otra vez. Mientras tanto, Casper ve un informe de un terapeuta paranormal, James Harvey (Bill Pullman), y se enamora de inmediato de su hija adolescente Kat (Christina Ricci). Con el fin de conocer a Kat, Casper manipula el televisor de Carrigan para que esta vea el informe de Harvey y tenga la idea de llamarlo para que investigue el inquietante misterio.
La relación de James y de Kat es tensa, tras la muerte de su madre y esposa Amelia (Amy Brenneman), éste dedica todo su tiempo a buscarla, creyendo que ella tiene asuntos pendientes y no ha pasado al otro mundo. Como resultado, Kat no cuenta con amigos, ya que están en constante movimiento por todo el país. Al llegar en Maine, el plan de Casper de hacerse amigo de Kat y su padre resulta contraproducente cuando sus tíos caóticos llegan a casa y tratan de obligarlos a irse, pero James resulta ser una persona más difícil de echar de la casa y se las arregla para volverse amigo del trío fantasmal. Casper logra ganarse la confianza de los Harvey al preparles el desayuno. Kat intenta encajar en la escuela, y sin querer, gana popularidad por su estancia en la famosa Mansión Whipstaff (de la cual los habitantes del pueblo son conscientes de que esta embrujada); sus compañeros sugieren que se realice la fiesta de Halloween allí en vez de la casa del árbol de la popular Amber (Jessica Wesson).
Mientras tanto, el trío intenta hacer las paces con James e incluso dicen que encontrarán a Amelia para él, solo si este los ayuda a deshacerse de Carrigan, ya que a estos no le agradan ella, a su vez Kat y Casper se convierten en amigos. Un día mientras están sentados arriba en un faro, Kat descubre que Casper no recuerda exactamente los detalles de su vida como humano, por lo que decide ayudarlo a recordar; Kat descubre en una de las habitaciones de la mansión una vieja sala de juguetes abandonada donde Casper comienza a recordar detalles de su vida como humano pero cuando se encuentra con un viejo trineo, finalmente recuerda que murió debido a una enfermedad (posiblemente neumonía) al quedarse hasta tarde jugando en la nieve. Casper decidió no seguir adelante con el fin de hacerse cargo de su solitario padre. También recuerda que una vez su padre había inventado una máquina llamada Lázaro la cual tiene la capacidad de resucitar a un fantasma, aunque esto hizo que fuera declarado legalmente enfermo mental. Casper y Kat van al sótano donde encuentran el Lázaro. Carrigan y Dibs escuchan esto y concluyen que uno de ellos debe morir y volver como un fantasma con el fin de entrar en la bóveda donde supuestamente esta encerrado el tesoro que buscaban, por lo que roban la poción que hace funcionar la máquina en el preciso momento que Kat trata de resucitar a Casper. Carrigan intenta matar a Dibs con un hacha pero falla y cae por una ventana, luego intenta atropellarlo con el auto pero choca contra un árbol ubicado sobre un acantilado y cuando intenta bajar del auto estrellado, Carrigan termina muriendo al caer por el vacío, posteriormente ella regresa como un fantasma.
Mientras tanto, James y el Trío Fantasmal van a varios bares locales, mientras James se pone cada vez más ebrio, el trío decide que siempre podían divertirse si ellos hacen a su trío un "cuarteto" intentando matar a James. Sin embargo, no son capaces de matarlo porque James les agrada mucho. En cambio, James para mera coincidencia se cae por una alcantarilla abierta mientras caminaba distraído, causando por accidente su propia muerte. De vuelta en la mansión, el fantasma de Carrigan detiene la máquina Lázaro antes de que puedan volver a resucitar a Casper (quien era consciente de que solo había una dosis de la poción para resucitarlo), roba el tesoro y arroja a Dibs hacia una ventana luego de que este último la traicionara. Sin embargo, Casper y Kat se las arreglan para engañar a Carrigan haciéndola admitir que con su tesoro y la poción para traerla de vuelta a la vida ya no tiene asuntos pendientes, cuando dice esto en voz alta, ella es expulsada involuntariamente al más allá, dejando caer la botella con la poción y el cofre del tesoro ya que un fantasma solo puede permanecer en el mundo de los vivos si tiene asuntos pendientes, afortunadamente Kat consigue atrapar la botella de la poción y evita que esta se rompa contra el suelo.
Mientras que por el otro lado el cofre del tesoro debido al impacto se acaba abriendo y resulta que de acuerdo con Casper, el tesoro en realidad es una pelota de béisbol de los Brooklyn Dodgers firmada por su jugador favorito Duke Snider; el mapa era parte de un juego que Casper solía jugar con su padre. Poco después de que Kat intente resucitar a Casper, James regresa a la casa ahora convertido en un fantasma y no reconoce a Kat hasta que ella le muestra quién es. Entonces Casper toma la difícil decisión de renunciar a su oportunidad de resurrección con el fin de que James viva nuevamente. Cuando la fiesta empieza, Kat baja a saludar a los huéspedes, mientras que el trío ahuyenta a Amber y su novio Vic (Garette Ratliff Henson), quienes habían llegado con plena intención de sabotear la fiesta. Esa misma noche mientras esta en la sala de juguetes, Casper recibe la visita de Amelia, quien le agradece a Casper por el gran sacrificio que este realizó por Kat y que para regresarle el favor que hizo, Amelia le da la oportunidad a Casper de resucitar nuevamente solo hasta la campanada de las 10:00.PM. Posteriormente en la fiesta, Casper se acerca Kat, quien al principio no lo reconoce hasta que empiezan el baile y le menciona indirectamente su verdadera identidad, mientras que por otro lado James recibe la visita de Amelia, quien a su vez le menciona que el trío fantasmal cumplieron su parte del trato. En ese momento Amelia le menciona que mientras ella estuvo con vida tanto James como Kat la amaron como nadie lo había hecho y que no tenía "asuntos pendientes" en este mundo y le pide a James que ya no la siga buscando más, puesto que no quiere convertirse en un asunto pendiente para ellos. En la campanada que daba las 10:00.PM, Amelia finalmente se despide de James, mientras que por otro lado cuando Casper y Kat se besan, el hechizo que resucito a Casper se termina y se convierte nuevamente en un fantasma. Cuando todos los invitados lo ven, este solo se limita a decir "boo" a los invitados, quienes gritan de terror y huyen de la mansión. Sin embargo y no queriendo dejar que la fiesta se desperdicie, James lidera al trío para comenzar su propia fiesta de Halloween. Kat, James y Casper bailan mientras el trío fantasmal toca música para ellos.

## Reparto
Actores de acción en vivo
- Christina Ricci como Kathleen "Kat" Harvey.
- Bill Pullman como el doctor James Harvey.
- Cathy Moriarty como Carrigan Crittenden.
- Eric Idle como Paul Dibs Plutzker.
- Ben Stein como el Sr. Rugg.
- Spencer Vrooman como Andreas.
- Chauncey Leopardi como Nicky.
- Wesley Thompson como el Sr. Curtis.
- Amy Brenneman como Amelia Harvey.
- Devon Sawa como Casper McFadden (forma humana).
- Garette Ratliff Henson como Vic DePhillippi.
- Jessica Wesson como Amber Whitmire.
- Don Novello como el padre Guido Sarducci.
- Dan Aykroyd como Raymond Stantz (no acreditado).

Actores de voz
- Malachi Pearson como Casper McFadden.
- Joe Nipote como Látigo.
- Joe Alaskey como Tufo.
- Brad Garrett como Gordi.

Cameos como ellos mismos
- Rodney Dangerfield
- Fred Rogers (tomas de archivo)
- Clint Eastwood
- Terry Murphy
- Mel Gibson (no acreditado)

## Producción
La película tuvo un presupuesto de 55 millones de dólares y hace un uso extensivo de imágenes generadas por computadora para crear a los fantasmas. También es la primera producción cinematográfica en tener un personaje protagonista totalmente creado con ordenador. Cabe también destacar, que la gran mansión encantada de Casper está inspirada en la Casa Batló de Gaudí en Barcelona y que hubo planes para hacer una escena musical con un tema llamado Lucky Enough to Be a Ghost, que se llegó a escribir e incluso a rodar pero que al final no se hizo, porque hubiese resultado demasiado cara en hacerla.

## Banda Sonora
| Track listing |                                 |                |          |  |
| N.º           | Título                          | Artist         | Duración |  |
| 1.            | «No Sign of Ghosts»             |                | 7:31     |  |
| 2.            | «Carrigan and Dibbs»            |                | 2:40     |  |
| 3.            | «Strangers in the House»        |                | 2:36     |  |
| 4.            | «First Haunting/The Swordfight» |                | 5:01     |  |
| 5.            | «March of the Exorcists»        |                | 2:45     |  |
| 6.            | «Lighthouse—Casper & Kat»       |                | 4:56     |  |
| 7.            | «Casper Makes Breakfast»        |                | 3:41     |  |
| 8.            | «Fond Memories»                 |                | 3:38     |  |
| 9.            | «'Dying' to Be a Ghost»         |                | 7:02     |  |
| 10.           | «Casper's Lullaby»              |                | 5:39     |  |
| 11.           | «Descent to Lazarus»            |                | 10:20    |  |
| 12.           | «One Last Wish»                 |                | 4:19     |  |
| 13.           | «Remember Me This Way»          | Jordan Hill    | 4:28     |  |
| 14.           | «Casper the Friendly Ghost»     | Little Richard | 2:10     |  |
| 15.           | «The Uncles Swing/End Credits»  |                | 6:23     |  |

## Recepción
Casper ganó $287,9 millones de dólares. Por ello esta película se ve como un enorme éxito taquillero (más de 100 millones de dólares recaudados solo en los Estados Unidos). Ese éxito posibilitó el rodaje de tres secuelas, rodadas con diferentes protagonistas y estrenadas directamente en formato de vídeo. En cuanto al tema de los críticos, el filme recibió críticas mixtas.

## Estrenos mundiales
| País                                                                          | Fecha de estreno                 |
| ----------------------------------------------------------------------------- | -------------------------------- |
| Alemania                                                                      | Jueves 20 de julio de 1995       |
| Argentina                                                                     | Jueves 6 de julio de 1995        |
| Australia                                                                     | Jueves 22 de junio de 1995       |
| Austria                                                                       | Viernes 21 de julio de 1995      |
| Bélgica                                                                       | Miércoles 26 de julio de 1995    |
| Belice · Costa Rica · El Salvador · Guatemala · Honduras · Nicaragua · Panamá | Viernes 14 de julio de 1995      |
| Brasil                                                                        | Viernes 23 de junio de 1995      |
| Bulgaria                                                                      | Viernes 29 de septiembre de 1995 |
| Chile                                                                         | Jueves 6 de julio de 1995        |
| Colombia                                                                      | Viernes 16 de junio de 1995      |
| Corea del Sur                                                                 | Sábado 22 de julio de 1995       |
| Croacia                                                                       | Jueves 5 de octubre de 1995      |
| Dinamarca                                                                     | Viernes 28 de julio de 1995      |
| Ecuador                                                                       | Miércoles 19 de julio de 1995    |
| Egipto                                                                        | Lunes 2 de octubre de 1995       |
| Eslovenia                                                                     | Jueves 14 de septiembre de 1995  |
| España                                                                        | Viernes 7 de julio de 1995       |
| Estados Unidos · Canadá                                                       | Viernes 26 de mayo de 1995       |
| Filipinas                                                                     | Miércoles 5 de julio de 1995     |
| Finlandia                                                                     | Viernes 4 de agosto de 1995      |
| Francia                                                                       | Miércoles 4 de octubre de 1995   |

| País                         | Fecha de estreno                 |
| ---------------------------- | -------------------------------- |
| Grecia                       | Viernes 22 de diciembre de 1995  |
| Hong Kong                    | Jueves 27 de julio de 1995       |
| Hungría                      | Jueves 14 de septiembre de 1995  |
| India                        | Viernes 27 de octubre de 1995    |
| Indonesia                    | Martes 8 de agosto de 1995       |
| Israel                       | Viernes 21 de julio de 1995      |
| Italia                       | Jueves 7 de diciembre de 1995    |
| Japón                        | Sábado 5 de agosto de 1995       |
| Líbano                       | Viernes 15 de septiembre de 1995 |
| Malasia                      | Jueves 8 de junio de 1995        |
| México                       | Viernes 23 de junio de 1995      |
| Noruega                      | Viernes 28 de julio de 1995      |
| Nueva Zelanda                | Viernes 18 de agosto de 1995     |
| Países Bajos                 | Jueves 13 de julio de 1995       |
| Perú                         | Viernes 14 de julio de 1995      |
| Polonia                      | Viernes 1 de septiembre de 1995  |
| Portugal                     | Viernes 21 de julio de 1995      |
| Reino Unido Irlanda          | Viernes 28 de julio de 1995      |
| República Checa · Eslovaquia | Jueves 17 de agosto de 1995      |
| República Dominicana         | Jueves 27 de julio de 1995       |
| Rumania                      | Viernes 6 de octubre de 1995     |
| Singapur                     | Jueves 8 de junio de 1995        |
| Sudáfrica                    | Viernes 14 de julio de 1995      |
| Suecia                       | Viernes 25 de agosto de 1995     |
| Suiza                        | Viernes 21 de julio de 1995      |
| Tailandia                    | Viernes 14 de julio de 1995      |
| Taiwán                       | Sábado 22 de julio de 1995       |
| Turquía                      | Viernes 8 de septiembre de 1995  |
| Uruguay                      | Viernes 30 de junio de 1995      |
| Venezuela                    | Miércoles 21 de junio de 1995    |